# Thomas H. Ford

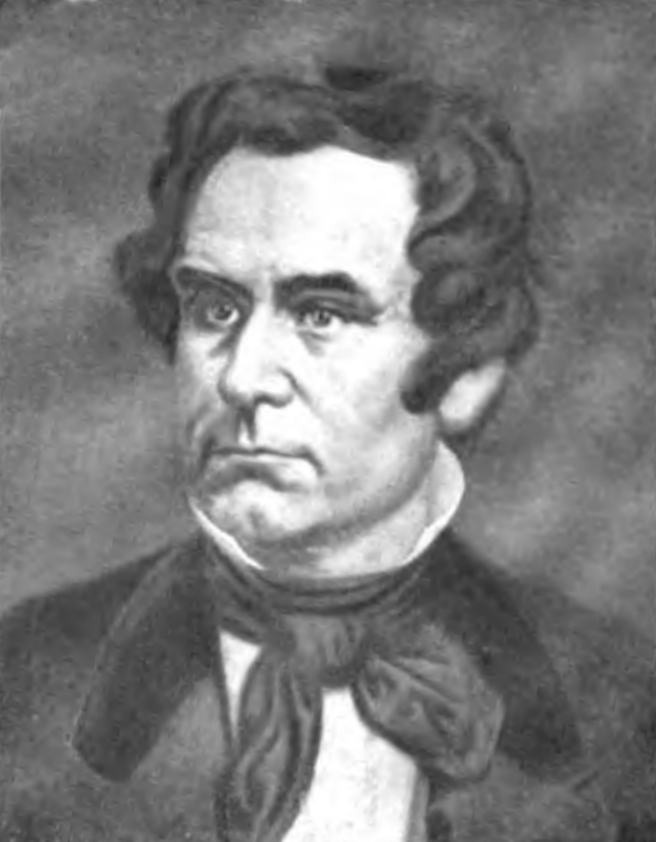
Thomas H. Ford

Thomas H. Ford (* 23. August 1814 im Rockingham County, Virginia; † 29. Februar 1868 in Washington, D.C.) war ein US-amerikanischer Politiker. Zwischen 1856 und 1858 war er Vizegouverneur des Bundesstaates Ohio.

## Werdegang
Nach einem Jurastudium und seiner Zulassung als Rechtsanwalt begann Thomas Ford im Richland County in Ohio in diesem Beruf zu arbeiten. Während des Mexikanisch-Amerikanischen Krieges war er Hauptmann in der United States Army. Politisch schloss er sich der Republikanischen Partei an. 1856 wurde Ford an der Seite von Salmon P. Chase zum Vizegouverneur von Ohio gewählt. Dieses Amt bekleidete er zwischen 1856 und 1859. Dabei war er Stellvertreter des Gouverneurs und Vorsitzender des Staatssenats.
Nach seiner Zeit als Vizegouverneur wurde Ford Leiter der Bundesdruckerei. Während des Bürgerkrieges war er Oberst einer Infanterieeinheit der Staatsmiliz von Ohio, die zum Heer der Union gehörte. Im Jahr 1862 wurde er wegen militärischem Ungehorsams vor ein Kriegsgericht gestellt und aus der Armee ausgeschlossen. Anschließend praktizierte er in Washington als Anwalt. Dort ist er am 29. Februar 1868 auch verstorben.